# 톡세우스
톡세우스(Toxeus)는 그리스 신화에 나오는 플레우론 왕 테스티오스의 아들. 플렉시포스의 형제이며, 칼리돈 왕 오이네우스와 결혼한 알타이아의 오빠이다. 어느 해에 오이네우스는 처음 수확한 과일을 신들에게 제물로 바쳤는데, 아르테미스만은 제물을 받지 못하였다. 성난 아르테미스는 자신의 하녀를 거대한 멧돼지로 변신시킨 뒤 칼리돈에 보내 응징하였다. 오이네우스의 아들 멜레아그로스는 나라를 어지럽히는 멧돼지를 죽이기 위하여 그리스 전역에서 영웅들을 불러모았다. 이 사건을 '칼리돈의 멧돼지 사냥'이라고 하며, 톡세우스와 플렉시포스도 여기에 참가하였다. 이 사냥에서 여러 사람이 죽거나 부상한 끝에 멜레아그로스가 멧돼지의 숨통을 끊었다. 멜레아그로스는 사냥에 참가한 테게아의 여걸 아탈란테에 마음을 빼앗겨 멧돼지의 머리와 가죽을 선물로 주면서 사냥의 공을 나누고자 하였다. 이를 질투한 톡세우스와 플렉시포스가 나서서 아탈란테에게 자신들이 차지할 명예를 가로채지 말라고 하고, 멜레아그로스에게도 선물을 줄 권리가 없다고 하였다.